# Kraina (Madan), Smolean
Kraina (în bulgară Крайна) este un sat în comuna Madan, regiunea Smolean,  Bulgaria. 

## Demografie
Componența etnică a satului Kraina
     Turci (14,28%)
     Bulgari (48,21%)
     Nicio identificare (37,5%)
     Altele (0%)
La recensământul din 2011, populația satului Kraina era de 56 locuitori. Nu există o etnie majoritară, locuitorii fiind bulgari (48,21%) și turci (14,28%). Pentru 37,5% din locuitori nu este cunoscută apartenența etnică.